# Trịnh Tráng

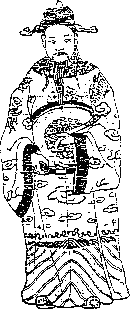
Porträt von Trịnh Tráng aus dem Buch Trịnh Gia Chính Phả

Trịnh Tráng (chữ Hán: 鄭梉; * 6. August 1577, † 28. Mai 1657), posthumer Name: Nghị Vương (誼王), Tempelname: Văn Tổ (鄭文祖) war der zweite offiziell proklamierte Trịnh-Fürst, der Đàng Ngoài (Tonkin) von 1623 bis 1657 regierte. Sein Herrschertitel lautete Thanh Đô Vương (清都王). Während seiner Herrschaft festigte er die Doppelherrschaft der Lê-Kaiser und Trịnh-Fürsten. In militärischer Hinsicht war seine Herrschaft ein grundlegender Übergang zwischen den beiden Konflikten, der Lê-Mạc-Krieg und der Trịnh-Nguyễn-Krieg. Er begann 1627 den 45-jährigen Trịnh-Nguyễn-Krieg, wobei er mehrere gescheiterte Offensiven gegen die Nguyễn-Fürsten in Đàng Trong (Cochinchina) führte.

## Kindheit und Jugend
Trịnh Tráng ist der älteste Sohn von Trịnh Tùng (Bình An vương), der erste offen proklamierte Trịnh-Fürst, und der Konkubine Đặng Thị Ngọc Dao, die Tochter des Herzogs Đặng Huấn. Als Trịnh Tráng geboren wurde, wurde er von Đặng Huấn, sein Großvater mütterlicherseits, großgezogen. Daher verbrachte Trịnh Tráng seine ersten Lebensjahre im Haus seiner Großeltern mütterlicherseits.
Trịnh Tráng verbrachte seine ersten Lebensjahre, um seinem Vater zu helfen und den Regierungsapparat der Trịnh-Fürsten aufzubauen, nachdem die Hauptstadt Thăng Long von der Mạc-Dynastie übernommen hatte. Als Trịnh Tráng den Fürstenthron noch nicht bestiegen hatte, bildete sich Konflikte zwischen der Adelsfamilien Trịnh im Norden und Nguyễn im Süden. Der allererste Nguyễn-Fürst, Nguyễn Hoàng, wollte den Frieden mit Trịnh Tùng wahren und daher wurde Nguyễn Hoàngs Tochter Nguyễn Thị Ngọc Tú, Trángs Cousine, mit Trịnh Tráng verlobt.

## Thronbesteigung
1623 erkrankte der damalige Fürst Trịnh Tùng. Er übergab Trịnh Tráng seine Machtposition und das Oberkommando über die Streitkräfte. Sein jüngerer Bruder Trịnh Xuân war eifersüchtig darüber und wollte Fürst werden. Trịnh Xuân versuchte 1619 zusammen mit dem damaligen Lê-Kaiser Lê Kính Tông, Trịnh Tùng zu ermorden, was ihnen nicht gelang. Schließlich wurde Trịnh Xuân begnadigt.
Am 15. Juli 1623 brannte Trịnh Xuân den Fürstenpalast der Trịnh-Familie nieder, was Chaos und Aufruhr verursachte. Trịnh Tùng und seine Diener flohen. Dann schickte Trịnh Tùng seine Diener los, um Trịnh Xuân zu fangen und zu töten, was ihm gelang. Zwei Tage später starb Trịnh Tùng, während er Trịnh Tráng suchte. Trịnh Tráng hörte davon und kehrte zurück, um seinen Vater zu trauern und bestatten. Anschließend wurde er der neue Trịnh-Fürst.

## Herrschaft

### Kampagnen gegen Trịnh Xuân und die Mạc-Dynastie

#### 1623–1625
Obwohl Trịnh Xuân verstorben war, überfielen seine Gefolgsleute (in der vietnamesischen Geschichte bekannt als "giặc Xuân Quang") immer noch die Zitadelle Thăng Long. Trịnh Tráng musste Kaiser Lê Thần Tông nach Thanh Hóa aus Sicherheitsgründen bringen. Trịnh Tráng riet Nguyễn Danh Thế, die Zweifel mit Trịnh Đỗ zu klären, damit die Beziehungen zwischen ihnen normalisiert werden konnten. Infolgedessen verlieh Kaiser Lê Thần Tông Trịnh Tráng die Titel Đô tướng tiết chế thủy bộ chư quân bình chương quân quốc trọng sự (wortwörtlich Wichtigster Oberbefehlshaber der Armee) und Thái úy Thanh quốc công (wortwörtlich Großkommandant und Staatsherzog von Thanh).
Im Herbst 1623 nutzte Mạc Kính Khoan, ein Angehöriger der Adelsfamilie Mạc, die Instabilität in der Lê-Dynastie aus und schickte mit einer Streitmacht von mehr als zehntausend Männern nach Gia Lâm. Am 28. August 1623 ermächtigte Lê Thần Tông Trịnh Tráng, Truppen zur Führung der Kampagne gegen die Mạc-Armee zu führen. Er befehligte die Lê-Armee mit Nguyễn Danh Thế und Đặng Thế Tài auf ihrer Kampagne nach Gia Lâm. Die Mạc-Armee erlitt in dieser Kampagne schwere Verluste und musste nach Cao Bằng zurückziehen. Trịnh Tráng schickte daraufhin Lê Bật Tứ und Bùi Sĩ Lâm nach Thanh Hóa, um den Kaiser in die Hauptstadt zurückzubringen.
Um 1624 beförderte Trịnh Tráng sich selbst zum Obersten Staatsmarschall (viet. Nguyên soái tổng quốc chính) mit dem Titel Thanh Đô vương. Im Sommer 1625 befahl er seinen ältesten Sohn Trịnh Kiều, eine Angriffskampagne auf die Mạc-Dynastie in Cao Bằng zu starten. In dieser Kampagne wurde der Mạc-König Càn Thống (Mạc Kính Cung) und seine Anhänger gefangen genommen, in die Hauptstadt gebracht und anschließend hingerichtet. Mạc Kính Khoan verlor ebenfalls diese Schlacht und reichte daraufhin ein Gesuch zur Kapitulation ein. Kính Khoan wurde zum Großkommandanten und Staatsherzog ernannt (Thái úy Thông quốc công) und zahlte jedes Jahr Tribut an den kaiserlichen Hof in Đông Kinh. Letztendlich erlaubte der kaiserliche Hof und Fürst Trịnh Tráng Kính Khoan und seine Nachkommen, die Mạc-Herrschaft in Cao Bằng beizubehalten.

#### 1638
Im Frühjahr 1638 verstarb Mạc Kính Khoan in Cao Bằng. Sein Sohn, Mạc Kính Vũ, unterwarf sich den Lê-Kaiser- und Trịnh-Fürstenhof in Đông Kinh nicht und beanspruchte deren Autorität mit seiner Regierungsdevise. Fürst Trịnh Tráng führte die Soldaten persönlich in den Kampf, wobei quận Hạ (wortwörtlich Bezirksherzog von Hạ) von den Mạc-Truppen zuerst gefangen genommen wurde. Zu dieser Zeit gab es einen Kommandanten namens quận Lâm (wortwörtlich Bezirksherzog von Lâm). Aus Angst vor dem Feind wurde quận Lâm durch eine Anordnung vom Fürsten Trịnh Tráng enthauptet. Danach befahl Trịnh Tráng seine Soldaten, das Gebiet der Mạc auf allen Seiten zu umzingeln. Aufgrund des heißen und schwülen Wetters beschloss Trịnh Tráng jedoch, seine Truppen von diesem Gebiet zurückzuziehen.

### Innenpolitik
Am 24. Januar 1629 wurde Trịnh Tráng zum Obersten Staats-Generalfeldmarschall als Fürst (Đại nguyên soái thống quốc chính thượng chúa Thanh vương) befördert. Im Sommer 1630 zwang Fürst Trịnh Tráng den Lê-Kaiser Lê Thần Tông, seine Tochter Trịnh Thị Ngọc Tú zu heiraten, die mit dem Cousin des Königs, Lê Duy Trụ, verheiratet war und vier Kinder hatte. Da Duy Trụ ein Verbrechen beging und daher eingesperrt wurde, brachte Trịnh Tráng seine Tochter zum König Lê Thần Tông für die Heirat. Daraufhin musste Thần Tông akzeptieren.
Am 17. Juli 1630 regnete es vier bis fünf Tage lang im Delta des Roten Flusses stark, sodass der Rote Fluss über die Ufer trat. Trịnh Tráng schaute der Bau der Deiche persönlich an und ordnete an, dass die Einnahmen der Aufsichtsbehörden beim Bau der Flussdeiche aus dem ganzen Reich in den öffentlichen Staatskassen einfließen sollten.

### Außenpolitik

#### Politik gegenüber des Westens
Während der Herrschaft des Fürsten Trịnh Tráng und des Lê-Kaisers Lê Thần Tông dehnten die westlichen Länder ihre Märkte nach Ostasien und Südostasien aus, um dort Handel zu betreiben. 1626 starteten die Portugiesen den Handel in Đàng Ngoài (Tonkin), gefolgt von den Niederländern. Fürst Trịnh Tráng und die Niederländer pflegten ein gutes Verhältnis, wobei die Niederländer am Anfang den Fürsten zwei Kanonen gab, was die Beziehung und das Vertrauen zwischen ihnen gestärkt wurde. Zudem zwang Fürst Trịnh Tráng Kaiser Lê Thần Tông auch, einen Brief im Namen des Lê-Kaisers an den niederländischen Gouverneur in Batavia, die Hauptstadt Niederländisch-Indiens (das heutige Indonesien), für die Hilfe beim Krieg gegen die Nguyễn-Fürsten zu schreiben. 1637 erlaubte Trịnh Tráng den Niederländern nach der Audienz mit einem niederländischen Händler namens Hartsinck in Phố Hiến, eine Ortschaft in der Nähe der heutigen Provinzhauptstadt Hưng Yên, Handel zu betreiben. Später kamen Japaner, Chinesen, Siamesen und Portugiesen dorthin, um Handel zu treiben. Im Laufe der Zeit wurde Phố Hiến zu einem geschäftigen und florierender Ort.
Im Jahr 1643, während des Feldzugs gegen die Nguyễn-Fürsten, stationierten die Niederländer drei Kriegsschiffe auf See, um der Trịnh-Armee als Hilfestellung zu verschaffen, wurden jedoch vom späteren Nguyễn-Fürsten Nguyễn Phúc Tần besiegt.
Obwohl die Trịnh-Fürsten damals den Handel mit dem Westen betreiben wollten, verboten sie das Christentum. Im Jahr 1630 vertrieb Trịnh Tráng den Missionar Alexandre de Rhodes und erließ ein Edikt zum Verbot der Ausübung des Christentums im Jahr 1643. In Hinsicht auf den Binnenhandel verbot Trịnh Tráng im Jahr 1634 Mandarinen, Beamten oder öffentlichen Amtsinhabern, die Güter und Waren von Kunden zu beschädigen. Falls jemanden diesen Erlass verstieß, wurde diese Person hart bestraft.

### Krieg mit den Nguyễn-Fürsten
Während der Herrschaft von Trịnh Tráng brach der Trịnh-Nguyễn-Krieg aus. Seit 1625 leistete der Nguyễn-Fürst Nguyễn Phúc Nguyên keine Abgaben mehr an die Lê-Trịnh-Regierung, sondern folgte dem Plan von Đào Duy Từ. Gemäß Duy Từs Plan errichteten die Nguyễn-Fürsten Verteidigungsanlagen entlang des Südufers der Nhật-Lệ-Mündung, um die Angriffe der Trịnh-Armee zu verhindern. Im Jahr 1627 schickte Fürst Trịnh Tráng Nguyễn Hữu Bản nach Thuận Hóa, um Steuern und Abgaben vom Nguyễn-Fürsten ab 1624 einzufordern. Der Nguyễn-Fürst weigerte sich, Steuern und Abgaben zu zahlen. Aus diesem Grund griff Trịnh Tráng mit seinen Generälen Nguyễn Khải und Nguyễn Danh Thế das Territorium der Nguyễn-Fürsten mit 5000 Truppen an. Hinzu kam der Lê-Kaiser, der von Trịnh Tráng begleitet wurde, und weitere 200.000 Soldaten aus den Land- und Seestreitkräften. Daraufhin befahl Fürst Nguyễn Phúc Nguyên Tôn Thất Vệ, Nguyễn Hữu Dật und Nguyễn Phúc Trung, gemeinsam am Nordufer des Flusses Nhật Lệ gegen die Trịnh-Armee zu verteidigen. Die Trịnh-Armee griff aktiv an, konnte jedoch die Verteidigungsanlagen der Nguyễn-Armee nicht einnehmen. Danach konnte die Nguyễn-Armee mit ihren Kanonen im portugiesischen Stil die Trịnh-Armee zum Rückzug zwingen.
Im Jahr 1633 war Fürst Nguyễn Phúc Nguyêns dritter Sohn, Nguyễn Phúc Anh, unzufrieden damit, dass er nicht Erbprinz werden konnte. Deswegen schrieb Phúc Anh einen Brief an Trịnh Tráng, damit Trịnh Tráng ihn helfen konnte, sich auf dem Fürstenthron zu setzen. Trịnh Tráng startete nach diesem Brief eine zweite Offensive nach Süden und stationierte sich an der Mündung des Flusses Nhật Lệ. Fürst Nguyễn Phúc Nguyên schickte die Generäle Nguyễn Hữu Dật und Nguyễn Hữu Tiến zum Gegenkampf. Als Fürst Trịnh Tráng mehr als zehn Tage auf Anhs Antwort, die Tráng nicht erreichte, wartete, wurde er von der Nguyễn-Armee plötzlich überfallen. Die Trịnh-Armee löste sich auf und floh in Panik. Trịnh Tráng zog sich nach Đàng Ngoài (Tonkin) zurück und ließ seinen Schwiegersohn Nguyễn Khắc Liệt zurück, um den Bezirk Bắc Bố Chính zu verwalten.
Drei Jahre später nach seinem Tod am 28. Mai 1657 gelang es seinem Enkel Trịnh Căn, die Nguyễn-Armee in den Süden des Gianh-Flusses zurückzudrängen.

## Tod und Nachleben
Am 28. Mai 1657 starb Trịnh Tráng inmitten der heftigsten Phase des Trịnh-Nguyễn-Krieges im Alter von 81 Jahren, nachdem er 34 Jahre über Đàng Ngoài (Tonkin) (1623–1657) regiert hatte. Sein ältester Sohn, Trịnh Tạc, trat seine Nachfolge an. Nach seinem Tod wurde Trịnh Tráng mit dem Herrschertitel Nghị Vương (誼王), den Tempelnamen Văn Tổ (文祖) und dem postumen Namen Long Tự verliehen.

## Website
- Annam and it Minor Currency, Kapitel 16 (englisch)
- A Glimpse of Vietnam's History (englisch)